# 波多西諾韋茨區

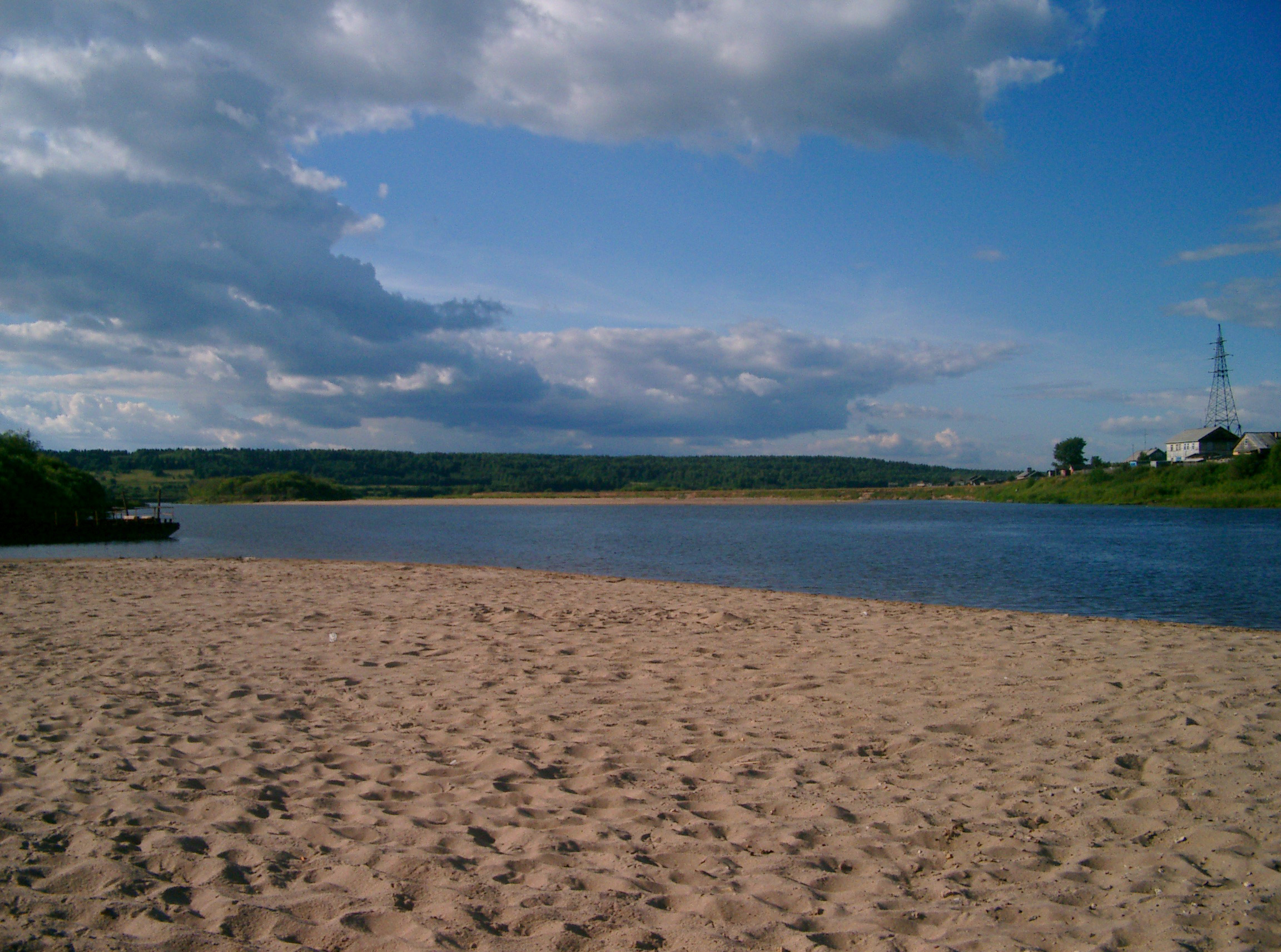

60°16′06″N 47°04′31″E / 60.26833°N 47.07528°E
波多西諾韋茨區（俄语：Подосиновский район），是俄羅斯的一個區，位於該國西部，由基洛夫州負責管轄，面積4,265平方公里，2010年人口17,009，人口密度每平方公里3.99人。